# Henri Lefèbvre
|  | Ikke at forveksle med filosoffen Henri Lefebvre |
Henri Lefèbvre (19. december 1905 i Suresnes – 11. juni 1970 i Marly-le-Roi) var en fransk bryder som deltog i de olympiske lege 1928 i Amsterdam.
Lefèbvre vandt en bronzemedalje i brydning under OL 1928 i Amsterdam. Han kom på en tredje plads i vægtklassen Letsværvægt, fristil bagefter Thure Sjöstedt fra Sverige og Arnold Bögli fra Schweiz. Der var seks vægtklasser i den græsk-romerske stil, og syv i fristil.